# Acrotera

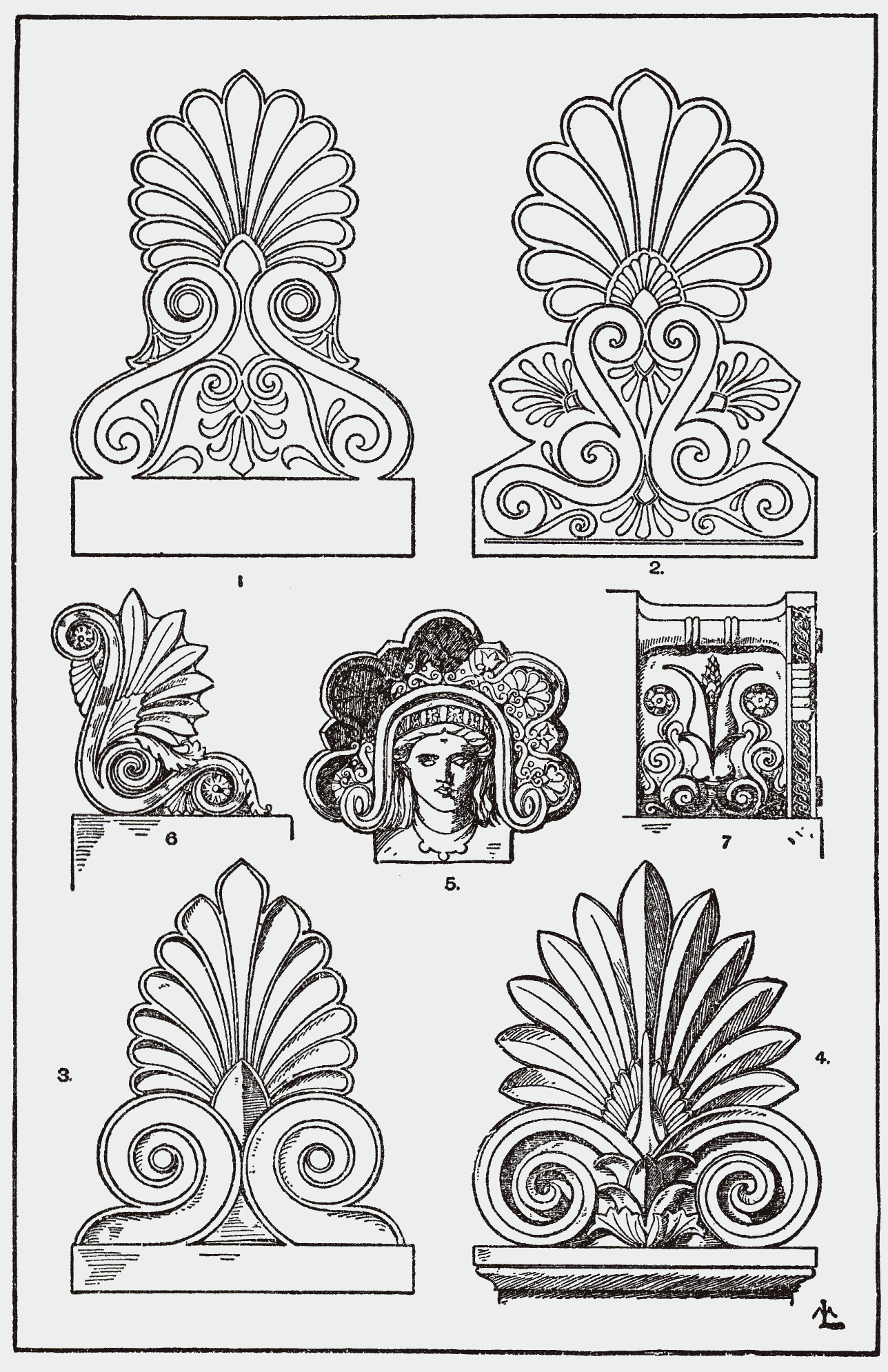
Ejemplos de acroteras-adorno

En la arquitectura griega y romana clásica, las acroteras son zócalos (pedestales) que sostienen los adornos, dispuestos en el vértice o sobre las extremidades de un frontón. La palabra llega al español del griego clásico ἀκρωτήριον, 'cumbre', latinizada como acroterium, a través del francés acrotère.
Por extensión, las acroteras designan a los propios adornos, pueden ser estatuas, estatuillas de piedra, vasos de terracota, etc. Los materiales utilizados son variados: piedra, terracota, pintado, plástico y bronce.
En la arquitectura etrusca tienen forma tanto animal como fantástica, por ejemplo un pegaso.
En la arquitectura moderna, se llama muro acrótero, abreviado acrótero, al murete situado al borde de las terrazas para permitir elevar la estanqueidad.

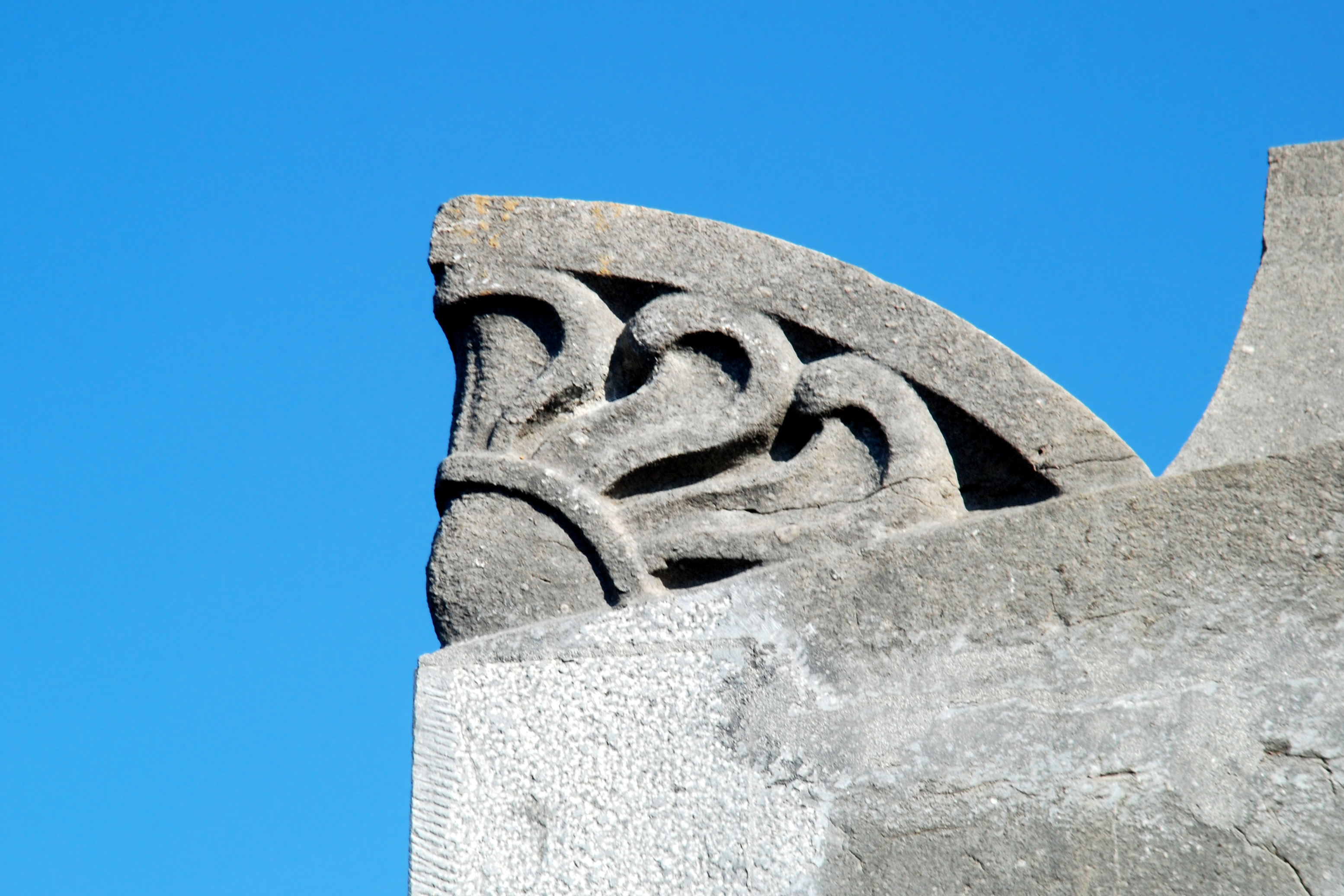
Acrotera en el Monumento a Gordon en Waterloo.